# Прокопенко Андрій Леонідович
Андрій Леонідович Прокопенко (нар. 10 січня 1982, Київ) — український політичний діяч, підприємець. Колишній Голова Чернігівської ОДА.

## Життєпис
2003 року закінчив філософський факультет КНУ ім. Шевченка. Кандидат філософських наук (2007).
Прокопенко був заступником директора громадської організації «Молодіжна альтернатива», працював виконавчим директором ГО «Інститут процесів соціального розвитку».
З 2007 р. він займався підприємницькою діяльністю. З 2009 по 2012 рр. — партнер, керівник практики в Україні консалтингової компанії GR Research&Consulting Center. З 2012 по 2013 рр. — радник віце-президента нафтової компанії «ТНК-ВР» (голова департаменту комунікацій та корпоративних ЗМІ).
З 2015 — керівний партнер компанії «Прокопенко та партнери».

## Політика
2015—2017 — депутат Чернігівської облради 7-го скликання від партії «Наш край». Голова постійної комісії з питань житлово-комунального господарства, транспорту та інфраструктури.
Під час виборів до Верховної Ради у 2019 р. — керівник Одеського обласного штабу партії «Слуга народу».

### Голова Чернігівської ОДА
20 жовтня 2019 р. Кабінет Міністрів підтримав призначення Прокопенка на посаду голови Чернігівської ОДА.
31 жовтня 2019 — 13 жовтня 2020 — голова Чернігівської ОДА.
Чернігівська область увійшла в трійку лідерів за результатами децентралізації, Прокопенко ініціював внесення історичного ландшафту Чернігова до Списку Світової спадщини ЮНЕСКО.

## Цікаві факти
В травні 2020 року один з найбільших платників податків Чернігівській області, компанія «Слов'янські шпалери — КФТП» (Корюківка) була на межі втрати значної частини ринку через введення 18 % спецмита на імпорт полівінілхлориду, який є складовою технологічного процесу виготовлення шпалер.
Під час візиту президента Володимира Зеленського 10 червня 2020 року в Чернігівську область, Чернігівська обласна державна адміністрація звернулася до Президента і прем'єр-міністра з проханням захистити права вітчизняних виробників, зокрема, компанію «Слов'янські шпалери — КФТП». Президент доручив розв'язати цю проблему і вже 24 червня спецмито було скасовано. Доручення президента допомогло врятувати підприємство.

## Особисте життя
Одружений, має двох дітей.